# Marian Negotei
Marian Negotei (* 1981) ist ein ehemaliger rumänischer Naturbahnrodler. Er bestritt in der Saison 2003/2004 zwei Weltcuprennen, nahm an der Europameisterschaft 2004 teil und wurde 2010 rumänischer Meister im Einsitzer.

## Karriere
Marian Negotei nahm im Winter 1999/2000 in Igls an einem Rennen des Juniorenweltcups im Kunstbahnrodeln teil. Im Einsitzer belegte er in seiner Altersklasse den 31. Platz von 34 gewerteten Rodlern und im Doppelsitzer mit Sebastian Constantin den elften Platz von 13 gewerteten Paaren. Weitere internationale Einsätze auf der Kunstbahn hatte er nicht. Im Winter 2003/2004 nahm Negotei ebenso wie sein einstiger Doppelpartner auf der Kunstbahn, Sebastian Constantin, an mehreren Wettkämpfen im Naturbahnrodeln teil. Er startete Anfang Februar bei der Europameisterschaft 2004 in Hüttau, kam mit einem Rückstand von knapp 50 Sekunden aber nur als Letzter der 45 gewerteten Teilnehmer ins Ziel. Anschließend startete er auch bei den zwei letzten Weltcuprennen der Saison 2003/2004. In Triesenberg erzielte er als Drittletzter den 28. Platz und beim Finale in Aurach als Vorletzter Platz 32. Im Gesamtweltcup belegte er punktegleich mit dem US-Amerikaner Julien Schultz und dem Liechtensteiner René Uhlmann den 48. Platz unter insgesamt 59 Rodlern, die in diesem Winter Weltcuppunkte gewannen. Marian Negotei bestritt danach keine internationalen Wettkämpfe mehr, war aber auf nationaler Ebene weiterhin aktiv. Im März 2010 wurde er der erste Rumänische Meister im Naturbahnrodeln.

## Erfolge

### Europameisterschaften
- Hüttau 2004: 45. Einsitzer

### Weltcup
- Eine Platzierung unter den besten 30

### Rumänische Meisterschaften
- Rumänischer Meister im Einsitzer 2010